# Bulbophyllum furcillatum
Bulbophyllum furcillatum är en orkidéart som beskrevs av Jaap J. Vermeulen och P.O'byrne. Bulbophyllum furcillatum ingår i släktet Bulbophyllum och familjen orkidéer.
Artens utbredningsområde är Sumatera. Inga underarter finns listade i Catalogue of Life.